# Lomaptera insularis
Lomaptera insularis är en skalbaggsart som beskrevs av Valck Lucassen 1961. Lomaptera insularis ingår i släktet Lomaptera och familjen Cetoniidae. Inga underarter finns listade i Catalogue of Life.